# Mike Day
Michael "Mike" Day (Tarzana, Los Angeles, 9 d'octubre de 1984) és un ciclista estatunidenc especialitzat en BMX.
Va guanyar la medalla de plata als Jocs Olímpics de 2008 per darrere de Māris Štrombergs. També ha guanyat tres medalles als Campionats del món.

## Palmarès
- 2008
  -  Medalla de plata als Jocs Olímpics de Pequín en BMX